# パウル・シェラー

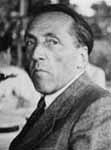
パウル・シェラー

パウル・シェラー（Paul Scherrer、1890年2月3日 - 1969年9月25日）は、スイスの物理学者。

## 経歴
チューリッヒ工科大学で物理と数学を学び、その後ケーニヒスベルク大学、ゲッティンゲン大学で研究した。
ゲッティンゲン大学でピーター・デバイとX線を使った結晶構造の解析法（デバイ-シェラー法）を開発した。
1918年にゲッティンゲン大学の講師となり、1920年からチューリッヒ工科大学の教授になった。1920年代の後半から原子核物理学に研究分野を移しスイスのサイクロトロン建設を指導した。ジュネーブ近郊の欧州原子核研究機構（CERN）の設立にも貢献した。
シェラーの功績を記念してスイスの基礎科学の研究施設はパウル・シェラー研究所（PSI）と名付けられている。